# ابن بابک
عبدالصمد بن بابک شهرت‌یافته به ابن بابک (۹۵۱م-۱۰۱۹م) (نسب:ابوالقاسم عبدالصمد بن منصور بن حسین بن بابک) شاعر ایرانی عرب‌زبان بود که بیشتر در بغداد می‌زیست و با صاحب بن عباد وابستگی داشت.

## زندگی
اکثر نویسندگان متقدم تا متأخر، همه دو سه روایت از زندگانی ابن بابک نقل کرده‌اند؛ برپایهٔ گزارش منابع، او به صاحب بن عباد پیوست، زمستان‌ها را نزد او، و تابستان‌ها را در موطن خویش (؟) می‌گذراند؛ علاوه بر این، به بلاد گوناگون نیز سفر می‌کرد. آورده‌اند روزی در مجلسِ صاحب، او را به سرقت اشعار ابن نباته متهم کردند؛ صاحب وی را بیازمود و چون به زبردستی او ایمان بیافت، اتهام زننده را نکوهید.
وی عاقبت در بغداد درگذشت. از اشعار او پیداست که زندگیش از برخی حوادث تهی نبوده‌است؛ مثلاً دانسته‌است که او هنگام کشمکش‌های دیلمیان با امیران جنوب عراق، چندی در کوفه پنهان شد؛ یا چون از ری به بغداد رفت، چندی به زندان شرف‌الدوله افتاد؛ اما هیچ‌یک از این ماجراها در منابع منعکس نیست.

## اشعار
ثعالبی گوید شعر او گاه استواری و فصاحت قدما را دارد و گاه ظرافت نوخاستگان را. نویسندگانی چون جرجانی و راغب بارها به ابیات او استشهاد کرده‌اند. با این‌همه، دیوان او چندان شهرت نیافت و نسخ آن نادر ماند. چنین نقل شده که وقتی ثعالبی در پی اشعار ابن بابک بود، آگاه‌شد که ابونصر سهل بن مرزبان از بغداد، مجموعهٔ اشعار ابن بابک را از خود او خواسته‌است و ابن بابک نیز آثار خود را در مجلدی سخت زیبا و به خطی بسیار خوش برای او فرستاده‌است. ابن خلکان و ذهبی، دو سده و نیم پس از آن، دیوان ابن بابک را ۳ جلدی توصیف کرده‌اند. از آن پس دیگر کسی از دیوان کامل او اطلاعی به دست نداده‌است تا اینکه در عصر حاضر، بروکلمان دو نسخه، یکی ناقص و دیگری ظاهراً کامل از آن را معرفی کرده‌است.

### وضع سیاسی روزگار ابن بابک و شعر وی
ابن بابک در زمانی می‌زیست که عضدالدولهٔ دیلمی درگذشته بود و شاهزادگان دیلمی هر یک‌گوشه‌ای از خاک ایران و عراق را گرفته، سودای شاهنشاهی در سر می‌پروراندند. در آن زمان اختلاف میان امیران دیلمی فزونی یافته بود. اما ابن بابک همهٔ شاهان و امیران عصر خویش را از بغداد گرفته تا کرمان و گرگان مدح گفته و کمتر در دام جدال‌های سیاسی گرفتار آمده‌است؛ فهرست ممدوحان او سخت مفصل است. وی حتی از مدح سلطان محمود غزنوی که از خاور برآمده بود و قدرت روزافزون می‌یافت و کیان پادشاهی دیلمی را تهدید می‌کرد، نیز چشم نپوشید.
تعداد قصایدی که در مدح ابوسعد محمد ابن اسماعیل بن فضل سروده، نزدیک ۲۷ قصیده‌است. از این قصاید چنین برمی‌آید که رابطهٔ شاعر با این وزیر [که در همدان مأمور بود] دوستانه بوده‌است؛ زیرا، یک بار او را در بغداد، یک بار در قزوین پیش از آنکه وزیر شود و ۸ بار در ری مدح کرده‌است. یکی از این مدایح، در جشن مهرگان سال ۳۹۴ هجری قمری/۱۰۰۴ میلادی به مناسبت وزارت یافتن او، احتمالاً از سوی مجدالدولهٔ دیلمی، سروده شده‌است.
اگرچه هیچ شعری به زبان فارسی در دیوان شعر ابن بابک نیامده، اما این پرهیز او از زبان فارسی و اقبالش به زبان عربی، پیروی از سنت عمومی شاعران آن روزگار بوده و تعصب عربی در کار نبوده‌است. حتی می‌توان گفت که او به برخی اعراب تند مزاج نظر خوشی نداشته و در مقابل، دیلمیان را برای نژاد کهن ایرانیشان می‌ستوده‌است؛ زیرا یک بار می‌بینیم اعرابی را که هنوز به نژاد کهن خود می‌بالند، می‌نکوهد و از سوی دیگر، هنگامی که به زندان شرف‌الدولهٔ دیلمی می‌افتد، در شعری که از گستاخی و فخر فروشی خالی نیست، دیلمیان را «فرزندان کسری» می‌خواند و بدین سان بزرگشان می‌دارد. عدم تعصب او نسبت به اعراب و حتی دیلمیان از مدیحه‌ای که برای سلطان محمود سروده به نیکی آشکار است: وی که در قلمرو دیلمیان و در خدمت اعیان دولت ایشان می‌زیست، دشمن آنان (محمود غزنوی) را پادشاه خاور و باختر می‌نامد؛ او را به فتح جهان می‌خواند و حتی از وی می‌خواهد «جیحون را به مکه» بپیوندد.